# 崔詧
崔詧（？—689年），唐朝藍田人，在唐睿宗第一次在位、武则天临朝期间，684年—685年担任宰相（同鳳閣鸞臺平章事）。
崔詧出自清河崔氏定著六房之一的南祖崔氏，崔詧任宰相之前的经历几乎没有记载，《旧唐书》和《新唐书》一般有宰相的传，却都没有他的传。684年九月，崔詧时任監察御史，当时英国公李敬业反对睿宗的母亲武则天临朝称制在扬州造反，宰相裴炎说太后将权力交给皇帝，叛乱自然平定。崔詧听说后，上书太后：“裴炎受先帝顾命，大权在握，若无异心，为什么要让太后交权？”结果，武则天以裴炎勾结李敬业谋反之罪，将他处死。崔詧升任著作郎。十月，崔詧和时任右史（即起居舍人）的沈君諒被太后武则天任命为正諫大夫（即谏议大夫，隶属于鸞臺-门下省），并同鳳閣鸞臺平章事，成为宰相。685年二月，沈君谅罢相。三月，崔詧罢相。689年九月，时任夏官侍郎的崔詧被武则天暗杀。